# Denmark Open 1978
Die Denmark Open 1978 im Badminton fanden vom 9. bis zum 12. März 1978 in Kopenhagen statt. 

## Finalergebnisse
| Disziplin    | Sieger                         | Finalist                       | Ergebnis         |
| ------------ | ------------------------------ | ------------------------------ | ---------------- |
| Herreneinzel | Liem Swie King                 | Thomas Kihlström               | 8-15, 15-9, 15-7 |
| Dameneinzel  | Lene Køppen                    | Atsuko Tokuda                  | 11-4, 9-11, 11-9 |
| Herrendoppel | Steen Skovgaard Flemming Delfs | Christian Hadinata Ade Chandra | 15-6, 15-11      |
| Damendoppel  | Verawaty Wiharjo Imelda Wiguna | Emiko Ueno Yoshiko Yonekura    | 15-8, 8-15, 15-4 |
| Mixed        | Steen Skovgaard Lene Køppen    | Mike Tredgett Nora Perry       | 15-9, 15-11      |